# Grupo Campari
Davide Campari - Milano es una compañía italiana productora de bebidas alcohólicas y no alcohólicas. El grupo tiene una cartera de más de 40 marcas, que vende y distribuye en más de 190 países. Las operaciones del grupo se encuentran divididas en tres segmentos: bebidas destiladas, vinos y bebidas no alcohólicas. 
Gruppo Campari es la sexta empresa más grande a nivel mundial en la categoría bebidas destiladas. Posee el liderazgo en Italia y Brasil y tiene una fuerte presencia en Argentina, Estados Unidos y en Europa continental. El 8 de abril de 2009 Gruppo Campari anunció su mayor adquisición, la marca Wild Turkey de Pernod Ricard.
Las acciones de la sociedad matriz, Davide Campari-Milano S.p.A., cotizan en la Bolsa de Italia. La familia de Garavoglia posee el 51% del capital accionario de la compañía.
Tiene presencia en México, en Arandas, Jalisco para la producción del tequila Cabo Wabo.

## Principales marcas

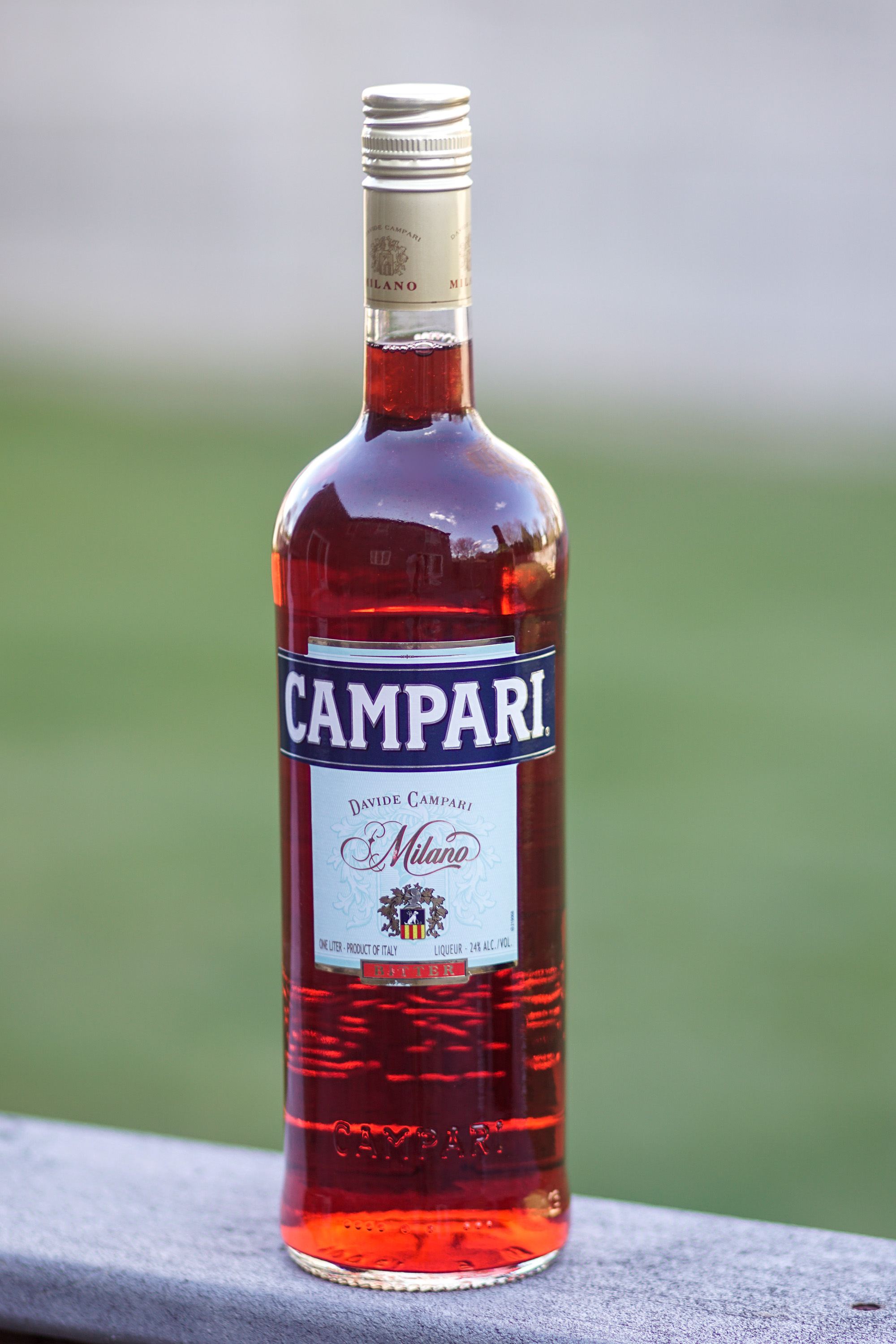
Botella de Campari.

- Amaro Averna
- Aperol
- Bols Licores (en Argentina)
- Biancosarti
- Cabo Wabo tequila
- Campari
- CampariSoda
- Cinzano (vermú)
- Crodino

- Cynar
- Glen Grant
- Mondoro
- Ouzo "12"
- Old Smuggler
- Riccadonna
- Rum des Antilles
- SKYY vodka
- Tequila El Espolón
- Wild Turkey
- X-Rated Fusion Liqueur
- Zedda Piras